# Olympische Sommerspiele 2024/Segeln
Die Segelwettbewerbe bei den Olympischen Spielen 2024 in Paris fanden vom 28. Juli bis 9. August 2024 vor dem Marina du Roucas-Blanc in Marseille ausgetragen. Insgesamt fanden zehn Regatten statt, jeweils vier für Männer und Frauen sowie zwei Mixed-Regatten.
Im Vergleich zu den vorangegangenen Spielen gab es einige Änderungen im Wettkampfprogramm. Beim Windsurfen wurde die Bootsklasse RS:X durch das iQFoiL ersetzt. Des Weiteren wurde der Finn bei den Männern aus dem Wettkampfprogramm gestrichen. Neu hinzu kam für beide Geschlechter die Klasse Formula Kite. Während 2021 mit der 470er Jolle pro Geschlecht eine Regatta ausgetragen wurde, wurden diese in Paris durch einen Mixed-Wettbewerb ersetzt.

## Bilanz

### Medaillenspiegel
| Platz  | Land               | Gold | Silber | Bronze | Gesamt |
| ------ | ------------------ | ---- | ------ | ------ | ------ |
| 1      | Niederlande        | 2    | –      | 2      | 4      |
| 2      | Italien            | 2    | –      | –      | 2      |
| 2      | Österreich         | 2    | –      | –      | 2      |
| 4      | Australien         | 1    | 1      | –      | 2      |
| 4      | Israel             | 1    | 1      | –      | 2      |
| 6      | Großbritannien     | 1    | –      | 1      | 2      |
| 7      | Spanien            | 1    | –      | –      | 1      |
| 8      | Frankreich         | –    | 1      | 1      | 2      |
| 8      | Schweden           | –    | 1      | 1      | 2      |
| 8      | Neuseeland         | –    | 1      | 1      | 2      |
| 11     | Argentinien        | –    | 1      | –      | 1      |
| 11     | Dänemark           | –    | 1      | –      | 1      |
| 11     | Japan              | –    | 1      | –      | 1      |
| 11     | Slowenien          | –    | 1      | –      | 1      |
| 11     | Zypern             | –    | 1      | –      | 1      |
| 16     | Norwegen           | –    | –      | 1      | 1      |
| 16     | Peru               | –    | –      | 1      | 1      |
| 16     | Singapur           | –    | –      | 1      | 1      |
| 16     | Vereinigte Staaten | –    | –      | 1      | 1      |
| Gesamt | Gesamt             | 10   | 10     | 10     | 30     |

### Medaillengewinner
Männer
| Disziplin         | Gold                                | Silber                                     | Bronze                                     |
| ----------------- | ----------------------------------- | ------------------------------------------ | ------------------------------------------ |
| Windsurfen iQFoiL | Tom Reuveny (ISR)                   | Grae Morris (AUS)                          | Luuc van Opzeeland (NED)                   |
| Laser             | Matthew Wearn (AUS)                 | Pavlos Kontides (CYP)                      | Stefano Peschiera (PER)                    |
| Formula Kite      | Valentin Bontus (AUT)               | Toni Vodišek (SLO)                         | Maximilian Maeder (SIN)                    |
| 49er              | Spanien Diego Botín Florián Trittel | Neuseeland Isaac McHardie William McKenzie | Vereinigte Staaten Ian Barrows Hans Henken |

Frauen
| Disziplin         | Gold                                        | Silber                                | Bronze                                   |
| ----------------- | ------------------------------------------- | ------------------------------------- | ---------------------------------------- |
| Windsurfen iQFoiL | Marta Maggetti (ITA)                        | Sharon Kantor (ISR)                   | Emma Wilson (GBR)                        |
| Laser Radial      | Marit Bouwmeester (NED)                     | Anne-Marie Rindom (DEN)               | Line Flem Høst (NOR)                     |
| Formula Kite      | Eleanor Aldridge (GBR)                      | Lauriane Nolot (FRA)                  | Annelous Lammerts (NED)                  |
| 49erFX            | Niederlande Odile van Aanholt Annette Duetz | Schweden Vilma Bobeck Rebecca Netzler | Frankreich Sarah Steyaert Charline Picon |

Mixed
| Disziplin | Gold                                | Silber                                    | Bronze                                  |
| --------- | ----------------------------------- | ----------------------------------------- | --------------------------------------- |
| 470er     | Österreich Lara Vadlau Lukas Mähr   | Japan Miho Yoshioka Keiju Okada           | Schweden Lovisa Karlsson Anton Dahlberg |
| Nacra 17  | Italien Caterina Banti Ruggero Tita | Argentinien Mateo Majdalani Eugenia Bosco | Neuseeland Erica Dawson Micah Wilkinson |

## Zeitplan
| Zeitplan Segeln   | Zeitplan Segeln | Zeitplan Segeln | Zeitplan Segeln | Zeitplan Segeln | Zeitplan Segeln | Zeitplan Segeln | Zeitplan Segeln | Zeitplan Segeln | Zeitplan Segeln | Zeitplan Segeln | Zeitplan Segeln | Zeitplan Segeln |
| Wettbewerbe       | Juli 2024       | Juli 2024       | Juli 2024       | Juli 2024       | August 2024     | August 2024     | August 2024     | August 2024     | August 2024     | August 2024     | August 2024     | August 2024     |
| Männer            | 28.             | 29.             | 30.             | 31.             | 1.              | 2.              | 3.              | 4.              | 5.              | 6.              | 7.              | 8.              |
| ----------------- | --------------- | --------------- | --------------- | --------------- | --------------- | --------------- | --------------- | --------------- | --------------- | --------------- | --------------- | --------------- |
| Windsurfen iQFoiL |                 |                 |                 |                 |                 |                 |                 |                 |                 |                 |                 |                 |
| Laser             |                 |                 |                 |                 |                 |                 |                 |                 |                 |                 |                 |                 |
| Formula Kite      |                 |                 |                 |                 |                 |                 |                 |                 |                 |                 |                 |                 |
| 49er              |                 |                 |                 |                 |                 |                 |                 |                 |                 |                 |                 |                 |
| Frauen            | 28.             | 29.             | 30.             | 31.             | 1.              | 2.              | 3.              | 4.              | 5.              | 6.              | 7.              | 8.              |
| Windsurfen iQFoiL |                 |                 |                 |                 |                 |                 |                 |                 |                 |                 |                 |                 |
| Laser Radial      |                 |                 |                 |                 |                 |                 |                 |                 |                 |                 |                 |                 |
| Formula Kite      |                 |                 |                 |                 |                 |                 |                 |                 |                 |                 |                 |                 |
| 49erFX            |                 |                 |                 |                 |                 |                 |                 |                 |                 |                 |                 |                 |
| Mixed             | 28.             | 29.             | 30.             | 31.             | 1.              | 2.              | 3.              | 4.              | 5.              | 6.              | 7.              | 8.              |
| 470er             |                 |                 |                 |                 |                 |                 |                 |                 |                 |                 |                 |                 |
| Nacra 17          |                 |                 |                 |                 |                 |                 |                 |                 |                 |                 |                 |                 |
| Entscheidungen    | 0               | 0               | 0               | 0               | 2               | 2               | 0               | 0               | 0               | 0               | 4               | 2               |

|  | Qualifikation |  | Medaillenentscheidung |

## Ergebnisse

### Männer

#### Windsurfen iQFoiL
| Platz | Land | Athlet             |
| ----- | ---- | ------------------ |
| 1     | ISR  | Tom Reuveny        |
| 2     | AUS  | Grae Morris        |
| 3     | NED  | Luuc van Opzeeland |
| 4     | NZL  | Josh Armit         |
| 5     | GBR  | Sam Sills          |
| 6     | ITA  | Nicolò Renna       |
| 7     | SUI  | Elia Colombo       |
| 8     | ARU  | Ethan Westera      |

#### Laser
| Platz | Land | Athlet             | Punkte |
| ----- | ---- | ------------------ | ------ |
| 1     | AUS  | Matthew Wearn      | 40     |
| 2     | CYP  | Pavlos Kontides    | 56     |
| 3     | PER  | Stefano Peschiera  | 80     |
| 4     | HUN  | Jonatán Vadnai     | 84     |
| 5     | NOR  | Hermann Tomasgaard | 85     |
| 6     | GBR  | Michael Beckett    | 87     |
| 7     | NZL  | Thomas Saunders    | 90     |
| 8     | CHI  | Clemente Seguel    | 94     |

#### Formula Kite
| Platz | Land | Athlet            |
| ----- | ---- | ----------------- |
| 1     | AUT  | Valentin Bontus   |
| 2     | SLO  | Toni Vodišek      |
| 3     | SIN  | Maximilian Maeder |
| 4     | ITA  | Ricardo Pianosi   |
| 5     | GER  | Jannis Maus       |
| 6     | FRA  | Axel Mazella      |
| 7     | BRA  | Bruno Lobo        |
| 8     | GBR  | Connor Bainbridge |

#### 49er
| Platz | Land | Athleten                           | Punkte |
| ----- | ---- | ---------------------------------- | ------ |
| 1     | ESP  | Diego Botín Florián Trittel        | 70     |
| 2     | NZL  | Isaac McHardie William McKenzie    | 82     |
| 3     | USA  | Ian Barrows Hans Henken            | 88     |
| 4     | IRL  | Robert Dickson Sean Waddilove      | 91     |
| 5     | POL  | Dominik Bursak Szymon Wierzbicki   | 93     |
| 6     | NED  | Bart Lambriex Floris van de Werken | 99     |
| 7     | GBR  | James Peters Fynn Sterrit          | 99     |
| 8     | SUI  | Sebastien Schneiter Arno de Planta | 104    |

### Frauen

#### Windsurfen iQFoiL
| Platz | Land | Athletin                |
| ----- | ---- | ----------------------- |
| 1     | ITA  | Marta Maggetti          |
| 2     | ISR  | Sharon Kantor           |
| 3     | GBR  | Emma Wilson             |
| 4     | PER  | María Belén Bazo        |
| 5     | CHN  | Yan Zheng               |
| 6     | GER  | Therese Marie Steinlein |
| 7     | FRA  | Hélène Noesmoen         |
| 8     | POL  | Maja Dziarnowska        |

#### Laser Radial
| Platz | Land | Athletin               | Punkte |
| ----- | ---- | ---------------------- | ------ |
| 1     | NED  | Marit Bouwmeester      | 38     |
| 2     | DEN  | Anne-Marie Rindom      | 61     |
| 3     | NOR  | Line Flem Høst         | 75     |
| 4     | SUI  | Maud Jayet             | 90     |
| 5     | ITA  | Chiara Benini Floriani | 91     |
| 6     | CRO  | Elena Vorobeva         | 97     |
| 7     | BEL  | Emma Plasschaert       | 99     |
| 8     | CAN  | Sarah Douglas          | 105    |

#### Formula Kite
| Platz | Land | Athletin          |
| ----- | ---- | ----------------- |
| 1     | GBR  | Eleanor Aldridge  |
| 2     | FRA  | Lauriane Nolot    |
| 3     | NED  | Annelous Lammerts |
| 4     | USA  | Daniela Moroz     |
| 5     | GER  | Leonie Meyer      |
| 6     | SUI  | Elena Lengwiler   |
| 7     | POL  | Julia Damasiewicz |
| 8     | ITA  | Maggie Pescetto   |

#### 49erFX
| Platz | Land | Athletinnen                     | Punkte |
| ----- | ---- | ------------------------------- | ------ |
| 1     | NED  | Odile van Aanholt Annette Duetz | 74     |
| 2     | SWE  | Vilma Bobeck Rebecca Netzler    | 76     |
| 3     | FRA  | Sarah Steyaert Charline Picon   | 79     |
| 4     | NOR  | Helene Næss Marie Rønningen     | 92     |
| 5     | ITA  | Jana Germani Giorgia Bertuzzi   | 95     |
| 6     | GER  | Marla Bergmann Hanna Wille      | 98     |
| 7     | NZL  | Jo Aleh Molly Meech             | 109    |
| 8     | BRA  | Martine Grael Kahena Kunze      | 112    |

### Mixed

#### 470er
| Platz | Land | Athleten                       | Punkte |
| ----- | ---- | ------------------------------ | ------ |
| 1     | AUT  | Lara Vadlau Lukas Mähr         | 38     |
| 2     | JPN  | Miho Yoshioka Keiju Okada      | 41     |
| 3     | SWE  | Lovisa Karlsson Anton Dahlberg | 47     |
| 4     | ESP  | Jordi Xammar Nora Brugman      | 49     |
| 5     | POR  | Diogo Costa Carolina João      | 53     |
| 6     | FRA  | Camille Lecointre Jérémie Mion | 56     |
| 7     | ISR  | Nitai Hasson Noa Lasry         | 67     |
| 8     | SUI  | Yves Mermod Maja Siegenthaler  | 68     |

#### Nacra 17
| Platz | Land | Athleten                         | Punkte |
| ----- | ---- | -------------------------------- | ------ |
| 1     | ITA  | Caterina Banti Ruggero Tita      | 31     |
| 2     | ARG  | Eugenia Bosco Mateo Majdalani    | 55     |
| 3     | NZL  | Erica Dawson Micah Wilkinson     | 63     |
| 4     | GBR  | Anna Burnet John Gimson          | 69     |
| 5     | FRA  | Lou Berthomieu Tim Mourniac      | 74     |
| 6     | NED  | Laila van der Meer Bjarne Bouwer | 78     |
| 7     | FIN  | Sinem Kurtbay Akseli Keskinen    | 97     |
| 8     | GER  | Alica Stuhlemmer Paul Kohlhoff   | 100    |

## Qualifikation
Insgesamt gab es 350 Quotenplätze. Die Quotenplätze wurden nicht an Athleten vergeben, sondern an die Nation des Athleten, der den Startplatz erkämpft hatte. Der französischen Delegation stand als Gastgebernation in jedem Wettkampf jeweils ein Quotenplatz zu.
| Nation                   | Männer | Männer | Männer       | Männer | Frauen | Frauen       | Frauen       | Frauen | Mixed    | Mixed | Gesamt | Gesamt   |
| Nation                   | iQFoiL | Laser  | Formula Kite | 49er   | iQFoiL | Laser Radial | Formula Kite | 49erFX | Nacra 17 | 470er | Boote  | Athleten |
| ------------------------ | ------ | ------ | ------------ | ------ | ------ | ------------ | ------------ | ------ | -------- | ----- | ------ | -------- |
| Ägypten                  |        | X      |              |        |        | X            |              |        |          |       | 2      | 2        |
| Algerien                 | X      |        |              |        |        |              |              |        |          |       | 1      | 1        |
| Angola                   |        | X      |              |        |        |              |              |        |          | X     | 2      | 3        |
| Antigua und Barbuda      |        |        | X            |        |        |              |              |        |          |       | 1      | 1        |
| Argentinien              | X      | X      |              |        | X      | X            | X            |        | X        |       | 6      | 7        |
| Aruba                    | X      | X      |              |        |        |              |              |        |          |       | 2      | 2        |
| Australien               | X      | X      |              | X      |        | X            | X            | X      | X        | X     | 8      | 12       |
| Belgien                  |        | X      |              | X      |        | X            |              | X      | X        |       | 5      | 8        |
| Bermuda                  |        |        |              |        |        | X            |              |        |          |       | 1      | 1        |
| Brasilien                | X      | X      | X            | X      |        | X            |              | X      | X        | X     | 8      | 12       |
| Britische Jungferninseln |        | X      |              |        |        |              |              |        |          |       | 1      | 1        |
| Cayman Islands           |        |        |              |        |        | X            |              |        |          |       | 1      | 1        |
| Chile                    |        | X      |              |        |        | X            |              |        |          |       | 2      | 2        |
| China                    | X      |        | X            | X      | X      | X            | X            | X      | X        | X     | 9      | 13       |
| Dänemark                 | X      | X      |              | X      |        | X            |              | X      | X        |       | 6      | 9        |
| Deutschland              | X      | X      | X            | X      | X      | X            | X            | X      | X        | X     | 10     | 14       |
| El Salvador              |        | X      |              |        |        |              |              |        |          |       | 1      | 1        |
| Estland                  |        | X      |              |        | X      |              |              |        |          |       | 2      | 2        |
| Fidschi                  |        | X      |              |        |        | X            |              |        |          |       | 2      | 2        |
| Finnland                 | X      | X      |              |        |        | X            |              | X      | X        |       | 5      | 7        |
| Frankreich               | X      | X      | X            | X      | X      | X            | X            | X      | X        | X     | 10     | 14       |
| Griechenland             | X      |        | X            |        |        |              |              |        |          | X     | 3      | 4        |
| Großbritannien           | X      | X      | X            | X      | X      | X            | X            | X      | X        | X     | 10     | 14       |
| Guatemala                |        | X      |              |        |        |              |              |        |          |       | 1      | 1        |
| Hongkong                 | X      | X      |              | X      | X      |              |              |        |          |       | 4      | 5        |
| Indien                   |        | X      |              |        |        | X            |              |        |          |       | 2      | 2        |
| Irland                   |        | X      |              | X      |        | X            |              |        |          |       | 3      | 4        |
| Israel                   | X      | X      | X            |        | X      | X            | X            |        |          | X     | 7      | 8        |
| Italien                  | X      | X      | X            |        | X      | X            | X            | X      | X        | X     | 9      | 12       |
| Japan                    | X      |        |              |        |        |              |              | X      | X        | X     | 4      | 7        |
| Kanada                   |        |        |              | X      |        | X            | X            | X      |          |       | 4      | 6        |
| Kolumbien                |        |        | X            |        |        |              |              |        |          |       | 1      | 1        |
| Kroatien                 |        | X      | X            | X      | X      | X            |              |        |          |       | 5      | 6        |
| Kuwait                   |        |        |              |        |        | X            |              |        |          |       | 1      | 1        |
| Litauen                  | X      |        |              |        |        | X            |              |        |          |       | 2      | 2        |
| Malaysia                 |        | X      |              |        |        | X            |              |        |          |       | 2      | 2        |
| Mauritius                |        |        | X            |        |        |              | X            |        |          |       | 2      | 2        |
| Mexiko                   |        |        |              |        | X      | X            |              |        |          |       | 2      | 2        |
| Montenegro               |        | X      |              |        |        |              |              |        |          |       | 1      | 1        |
| Mosambik                 |        |        |              |        |        | X            |              |        |          |       | 1      | 1        |
| Neuseeland               | X      | X      | X            | X      | X      | X            | X            | X      | X        |       | 9      | 12       |
| Niederlande              | X      | X      |              | X      | X      | X            | X            | X      | X        |       | 8      | 11       |
| Norwegen                 |        | X      |              |        | X      | X            |              | X      |          |       | 4      | 5        |
| Österreich               |        |        | X            | X      | X      |              | X            |        | X        | X     | 6      | 9        |
| Peru                     |        | X      |              |        | X      | X            |              |        |          |       | 3      | 3        |
| Polen                    | X      | X      | X            | X      | X      | X            | X            | X      |          |       | 8      | 10       |
| Portugal                 |        | X      |              |        |        |              | X            |        |          | X     | 3      | 4        |
| Puerto Rico              |        | X      |              |        |        |              |              |        |          |       | 1      | 1        |
| Rumänien                 |        |        |              |        |        | X            |              |        |          |       | 1      | 1        |
| Samoa                    |        | X      |              |        |        | X            |              |        |          |       | 2      | 2        |
| Schweden                 |        |        |              |        | X      | X            |              | X      | X        | X     | 5      | 8        |
| Schweiz                  | X      |        |              | X      |        | X            | X            |        |          | X     | 5      | 7        |
| Singapur                 |        | X      | X            |        |        |              |              |        |          |       | 2      | 2        |
| Slowakei                 | X      |        |              |        |        |              |              |        |          |       | 1      | 1        |
| Slowenien                |        | X      | X            |        | X      | X            |              |        |          | X     | 5      | 6        |
| Spanien                  | X      | X      |              | X      | X      | X            | X            | X      | X        | X     | 9      | 13       |
| St. Lucia                |        | X      |              |        |        |              |              |        |          |       | 1      | 1        |
| Südkorea                 |        | X      |              |        |        |              |              |        |          |       | 1      | 1        |
| Thailand                 |        | X      | X            |        |        | X            | X            |        |          |       | 4      | 4        |
| Tschechien               |        |        |              |        | X      |              |              | X      |          |       | 2      | 3        |
| Türkei                   |        | X      |              |        | X      | X            | X            |        | X        | X     | 6      | 8        |
| Ungarn                   |        | X      |              |        |        | X            |              |        |          |       | 2      | 2        |
| Uruguay                  |        |        |              | X      |        | X            |              |        |          |       | 2      | 3        |
| Vereinigte Staaten       | X      |        | X            | X      | X      | X            | X            | X      | X        | X     | 9      | 13       |
| Zypern                   |        | X      | X            |        | X      | X            |              |        |          |       | 4      | 4        |
| Gesamt: 65 NOKs          | 24     | 43     | 20           | 20     | 24     | 43           | 20           | 20     | 19       | 19    | 252    | 330      |